# 沃林島

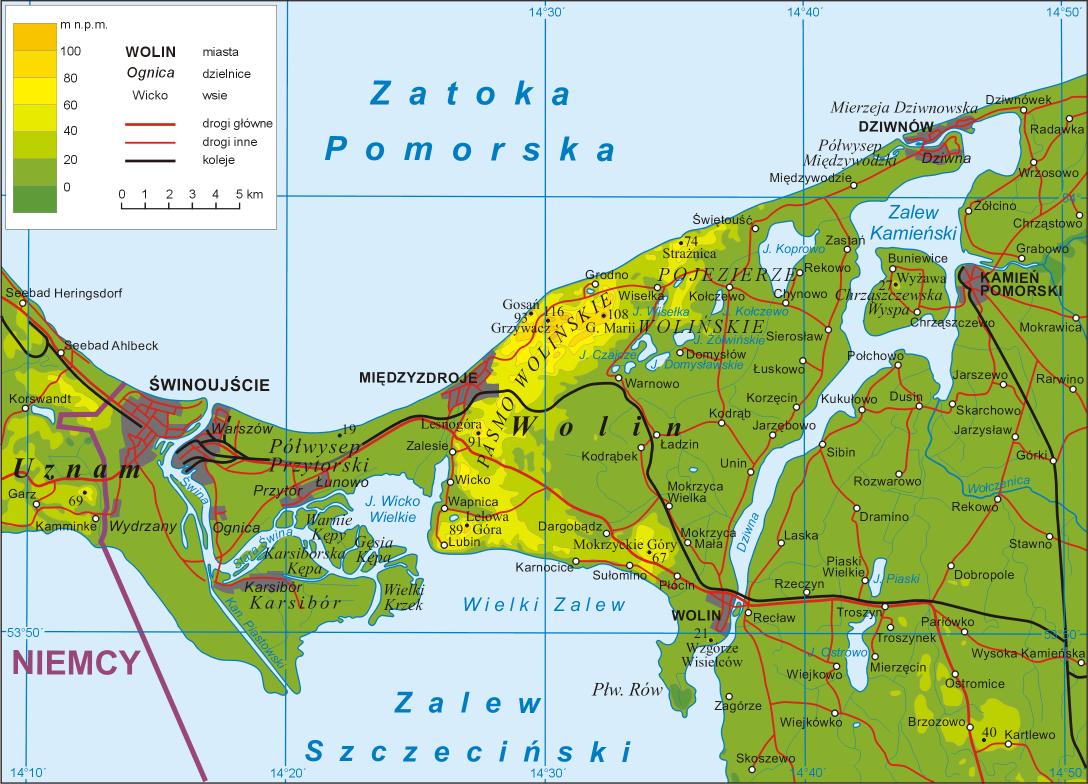

沃林島是波蘭的島嶼，位於波羅的海，長37.5公里、寬19公里，面積265平方公里，最高點海拔高度116米，該島自青銅時代有人類居住，人口約30,000。
53°55′N 14°30′E / 53.917°N 14.500°E